# Monumento a Colón
Monumento a Colón är ett monument i Spanien. Det ligger i provinsen Provincia de Huelva och regionen Andalusien, i den sydvästra delen av landet, 500 km sydväst om huvudstaden Madrid. Monumento a Colón ligger 5 meter över havet.